# Suniário I Ampúrias e Rossilhão
Suniário I Ampúrias e Rossilhão (entre 790 e 810 - 848) foi um nobre da Alta Idade Média francesa tido detentor dos títulos de Conde de Ampúrias e de Conde de Rossilhão.

## Biografia
Foi detentor dos títulos de Conde de Ampúrias e de Conde de Rossilhão entre o ano de 834 e o ano de 848, data em que faleceu. 
Recebeu os seus condados, importantes municípios da altura das mãos de Luís I da França, junto com Odalrico, um conde de origem carolíngia e governante de Narbona, que governou entre 852 e 857.
Na revolta de Guilherme de Septimânia. em 848, filho de Bernardo de Septimânia, perdeu os territórios a favor deste e possivelmente terá sido este o acontecimento que esteve na origem da sua morte.

## Relações familiares
É tido como filho de Belo de Carcassona (755 - 812) com origem numa família goda região e de Nimilda ou Cunigunda. Do seu casamento com uma senhora cujo nome é atualmente desconhecido da história teve:
1. Dela I de Ampúrias (c. 840 - 894) foi conde de Ampúrias entre 862 e 894, depois da morte de seu pai, a quem sucedeu, juntamente com seu irmão, Suniário II de Ampúrias. Casou com Quisilo de Barcelona.
2. Suniário II de Ampúrias (c. 840 — 915) foi conde de Ampúrias, desde 862 até 915, e Conde de Rossilhão, de 896 até 915, ano em que morreu[5][6]. Casou com Ermerganda.